# Усаево (Сармановский район)
Усаево — деревня в Сармановском районе Татарстана. Входит в состав Верхне-Чершилинского сельского поселения.

## География
Находится в восточной части Татарстана на расстоянии приблизительно 16 км на северо-запад по прямой от районного центра села Сарманово.

## История
Основана в конце XIX века, упоминалась также как Ново-Усай. В начале XX века упоминалось о наличии мечети и медресе.
По сведениям переписи 1897 года, в деревне Усаева Мензелинского уезда Уфимской губернии жили 585 человек (300 мужчин и 285 женщин), все мусульмане.

## Население
Постоянных жителей было: в 1870 году - 391, в 1897 - 585, в 1906 - 336, в 1926 - 248, в 1938 - 283, в 1949 - 206, в 1958 - 181, в 1970 - 302, в 1979 - 213, в 1989 - 143, 121 в 2002 году (татары 100%), 116 в 2010.